# Geodis Wilson
Pour les articles homonymes, voir Geodis (homonymie).
 (avril 2025).
Motif : Pas de sources
- Archive Wikiwix
- Bing
- Cairn
- DuckDuckGo
- E. Universalis
- Gallica
- Google
- G. Books
- G. News
- G. Scholar
- Persée
- Qwant
- (zh) Baidu
- (ru) Yandex
- (wd) trouver des œuvres sur Wikidata

| 1. | Préciser le motif de la pose du bandeau. | Précisez le motif de la pose du bandeau en utilisant la syntaxe suivante : {{admissibilité à vérifier\|date=avril 2025\|motif=remplacez ce texte par le motif}}                    |
| 2. | Informer les utilisateurs concernés.     | Pensez à avertir le créateur de l'article, par exemple, en insérant le code ci-dessous sur sa page de discussion : {{subst:avertissement admissibilité à vérifier\|Geodis Wilson}} |

Logo du groupe Geodis

GEODIS | Freight Forwarding est la marque commerciale sous laquelle agit la division Freight Forwarding (commission de transport aérien et maritime) du Groupe Geodis, acteur planétaire du transport et de la logistique ayant réalisé en 2006 un chiffre d’affaires de 3 784,8 millions d’euros et employant 26 000 personnes dans 120 pays.
GEODIS | Freight Forwarding regroupe les activités de commission de transport aérien et maritime du Groupe GEODIS et de TNT Freight Management, division Freight Forwarding du groupe TNT (et anciennement Wilson Logistics) rachetée par Geodis au groupe néerlandais TNT en 2006.
Wilson Logistics, société familiale fondée en 1843 en Suède et implantée en Scandinavie, dans la zone Amériques (Canada, États-Unis, Argentine, Brésil et Chili), en Océanie (Australie et Nouvelle-Zélande) et en Allemagne, avait été rachetée par le Groupe TNT en 2004.